# Guillem Parets i Santandreu
Guillem Parets i Santandreu (Santa Eugènia, Mallorca, 1883 - Palma, 1972) va ser un prevere i músic mallorquí.
Estudià al Seminari conciliar de Sant Pere de Palma. S'ordenà de prevere el 1911. Va ser rector de Santa Maria del Camí. A partir de 1947 fou beneficiari de la Seu de Mallorca. S'encarregà de la banda de música de Santa Eugènia i fundà (1942) la de Santa Maria del Camí. Musicà els poemes A la Mare de Déu de la Pau de Son Seguí (1939), de Maria Antònia Salvà, l'Himne de Sineu (1945) de Joan Rotger i Horabaixa de Joan Guiraud Rotger.